# Black Tie White Noise (chanson)
Singles par David Bowie
Jump They Say
(mars 1993) Miracle Goodnight
(octobre 1993)
Black Tie White Noise est une chanson de David Bowie parue en 1993 sur l'album Black Tie White Noise. Le rappeur Al B. Sure! y apparaît en invité.
Deuxième single tiré de l'album, après Jump They Say, elle se classe no 36 des ventes au Royaume-Uni.

## Musiciens
- David Bowie : chant
- Al B. Sure! : chant
- Nile Rodgers : guitare
- Barry Campbell : basse
- Sterling Campbell : batterie
- Richard Hilton : claviers
- Lester Bowie : trompette